# Крушение Ту-141 в Загребе
Крушение Ту-141 «Стриж» в Загребе — инцидент, который произошёл 10 марта 2022 года на фоне российского вторжения на Украину, когда неопознанный разведывательный БПЛА Ту-141 «Стриж» советского производства разбился в Загребе, столице Хорватии.

## Падение
Беспилотный летательный аппарат вошёл в воздушное пространство Румынии около 23:23 по центральноевропейскому времени, где его наблюдали румынские ВВС, и летел на протяжении 3 минут. После этого он продолжил полёт сквозь воздушное пространство Венгрии на протяжении следующих 40 минут, где его также наблюдали ВВС Венгрии. Потом он вошёл в воздушное пространство Хорватии на скорости 700 км/ч и на высоте 1300 метров, где его подхватили хорватские военные радары. После 7 минут полёта в воздушном пространстве Хорватии он в итоге разбился в столице Хорватии, примерно в 50 метрах от студенческого общежития имени Степана Радича. От удара БПЛА о землю одного человека сбило с велосипеда и повредило несколько припаркованных недалеко автомобилей. Это также привело к хаосу среди студентов в соседнем студенческом общежитии.

## Расследование
Хорватская гражданская и военная полиция быстро оградила место аварии. На следующее утро американский аналитик Тайлер Роговей определил, что самолётом, скорее всего, был Ту-141 советской эпохи, что также было подтверждено кириллическими надписями и красными звёздами, найденными на разбросанных обломках неподалёку места катастрофы. На расположенных недалеко деревьях также висело несколько парашютов.
Советник министра обороны Украины Маркиян Лубкивский в заявлении для хорватских СМИ заявил, что БПЛА, который разбился в Загребе, не принадлежит Украине. В посольстве России в Загребе также опровергли право собственности на разбившийся беспилотник, заявив, что «беспилотник был изготовлен на территории Украины», а Вооружённые силы Российской Федерации не используют такие с 1991 года.
Спор между двумя странами продолжался в течение дня, поскольку в ответ на сообщение российского информационного агентства ТАСС Госспецсвязи Украины обнародовало заявление, в котором говорится, что БПЛА находятся на вооружении как российских, так и украинских Вооружённых сил, но украинские варианты БПЛА Ту-141 отмечены украинским гербом, а российские — красной звездой.
Министр иностранных дел и внешней торговли Венгрии Петер Сийярто заявил, что правительство Венгрии присоединилось к расследованию по поводу действий БПЛА.
23 марта министр внутренних дел Давор Божинович подтвердил, что БПЛА нес авиационную бомбу.
13 апреля был представлен отчет о расследовании инцидента. Детальный анализ металлических фрагментов показал, что БПЛА нёс авиационную бомбу ОФАБ-100-120 и упал на землю из-за отказа парашюта. Однако следов военной взрывчатки, например тринитротолуола, на нем обнаружено не было. Бомба была заряжена необычным органическим порохом.
30 ноября 2022 года, отвечая на вопросы в парламенте, министр обороны Марио Баножич сообщил, что государства-члены НАТО, территории которых пролетал беспилотник, объявили оператора БПЛА государственной тайной, чему последовало и правительство Хорватии.

## Реакции
Мэр Загреба Томислав Томашевич провёл пресс-конференцию, указав, что «во время удара никто не пострадал, но есть некоторый материальный ущерб».
Медленная или отсутствующая реакция служб противовоздушной обороны вызвала возмущение хорватских СМИ и общественности, среди которых некоторые сравнивают инцидент с полётом Матиаса Руста на Красную площадь в 1987 году. Заслуженный лётчик хорватских ВВС Иван Селак раскритиковал Объединённый центр воздушных операций НАТО в Торрехоне (Испания) за то, что он не поднял по тревоге румынские, венгерские или хорватские воздушные силы из-за входного объекта.
Президент Хорватии Зоран Миланович назвал катастрофу «серьёзным инцидентом» и добавил, что «в таких ситуациях вы зависите от НАТО, […] но там, по-видимому, был какой-то провал».